# 多洛比夫
49°36′16″N 23°26′19″E / 49.60444°N 23.43861°E
多洛比夫（烏克蘭語：Долобів），是烏克蘭西部的村莊，隸屬利維夫州的桑比爾區。該村始建於1445年，面積11.89平方公里，海拔高度266米，2001年人口761，人口密度每平方公里64人。